# American Horror Story
American Horror Story ist eine US-amerikanische Horror-Fernsehserie, die auf einer Idee von Ryan Murphy und Brad Falchuk basiert. Die Serie startete am 5. Oktober 2011 auf dem US-Kabelsender FX. In Deutschland wird die Serie seit dem 9. November 2011 auf dem Pay-TV-Sender FOX ausgestrahlt. Die Ausstrahlung im deutschen frei empfangbaren Fernsehen startete am 7. März 2013 bei sixx. Die erste Staffel wurde im deutschsprachigen Raum zunächst unter dem Titel American Horror Story – Die dunkle Seite in Dir veröffentlicht.
FX verlängerte die Serie nach Ausstrahlung der neunten Staffel bereits um eine 13. Staffel.

## Handlung

### Allgemein
Spezielles Merkmal der Serie ist die Anthologie, bei der die einzelnen Staffeln nicht mit einer durchgehenden Handlung konzipiert sind. Jede Staffel erzählt eine in sich abgeschlossene Handlung. Dabei ist zwar ein Großteil der Besetzung stets wiederkehrend, bis auf wenige Ausnahmen werden jedoch komplett andere Charaktere verkörpert (siehe Besetzung und Synchronisation). Außerdem sind der Handlungsort und die Zeit der Handlung der verschiedenen Staffeln stark abweichend. Wie Ryan Murphy, einer der Schöpfer der Serie, in einem Interview erklärte, sollen tatsächlich aber zwischen allen Staffeln Verbindungen existieren. Erstmals deutlich wird dies in der vierten Staffel Freak Show, in welcher die Vorgeschichte der Figur Pepper aus Asylum eine Nebenhandlung ist. In der zehnten Folge endet dieser Handlungsstrang mit ihrer Einweisung in Briarcliff. Ferner wird gezeigt, dass der deutsche Arzt Hans Gruber Elsa Mars’ Beine amputiert hat; Gruber ist unter seinem Decknamen Arthur Arden in Asylum der in Briarcliff praktizierende Arzt. In der fünften Staffel, Hotel, sucht die von Lady Gaga gespielte Countess in den 1920er Jahren Charles Montgomery, den Erbauer des Murder House aus der ersten Staffel, in eben jenem auf. Eine entscheidende inhaltliche Parallele ist, dass beiden namensgebenden Gebäuden die gleiche Eigenschaft zuteilwird, wonach Menschen, die auf ihrem jeweiligen Grundstück sterben, fortan als Geister an dieses gebunden sind. Ferner haben die Charaktere Billie Dean Howard (aus Murder House) und die Hexe Queenie (aus Coven) kurze Auftritte in der fünften Staffel. Das koloniale Farmhaus in Roanoke, welches der Haupthandlungsort der sechsten Staffel ist, wurde von Edward Philippe Mott erbaut, dessen letzter Nachfahre Dandy Mott mehrere Jahrhunderte später der Hauptantagonist in Freak Show ist. Lana Winters aus Asylum tritt zudem in der letzten Folge der sechsten Staffel auf. In der siebten Staffel Cult hat der mordende Clown Twisty aus Freak Show mehrere Auftritte in Form einer Horror-Comic-Serie, welche von seinen 60 Jahre vorher stattfindenden Morden aus der vierten Staffel inspiriert ist. In der letzten Folge wird zudem erneut die Journalistin Lana Winters erwähnt, tritt diesmal aber nicht auf.
Es gibt zudem kleinere Parallelen zwischen Charakteren unterschiedlicher Staffeln, die von der gleichen Darstellerin gespielt werden. Sowohl Schwester Jude (Asylum) als auch Elsa Mars (Freak Show) – beide gespielt von Jessica Lange – haben eine Schwäche für den Film Im Zeichen des Kreuzes (1932). Die Figuren Billie Dean Howard (Murder House) und Cordelia Foxx (Coven) – jeweils Sarah Paulson – nehmen zu unterschiedlichen Gelegenheiten die Geister des Hotel Cortez als Schreie in dessen Wänden wahr.
Den endgültigen Bruch mit dem Anthologie-Format der vorherigen Staffeln markiert die achte Staffel Apocalypse. Sie führt Handlungsstränge aus Murder House (hauptsächlich der mittlerweile erwachsene Michael Langdon, welcher zum Ende der ersten Staffel als Antichrist identifiziert wurde) und Coven (der namensgebende Hexenzirkel kehrt als Gegenspieler Langdons zurück und ferner wird dessen Mythologie hier um ein männliches Pendant erweitert) fort und verknüpft sie miteinander. In einer Folge gibt es zudem eine Rückblende ins Hotel Cortez aus der fünften Staffel, wo die Hexe Queenie wie oben erwähnt ermordet wurde; eine weitere spielt fast ausschließlich im Murder House und führt die Handlungsstränge der Figuren der ersten Staffel fort. Des Weiteren enthält Apocalypse Querverweise zu Asylum, Roanoke und Cult.
Die neunte Staffel, 1984, scheint erstmals mit diesem Format bewusst zu brechen: Eine zentrale Figur ist der real existierende Serienmörder Richard Ramírez, welcher zuvor in Hotel entsprechend seiner echten Biografie (Im Jahr 2013 starb Ramirez an Leukämie) als Geist auftauchte. 1984 porträtiert ihn als devoten Jünger Satans, welcher in Ritualen, die denen Michael Langdons in Apocalypse ähneln, mehrfach dem Tod entrinnt. Gleichzeitig überlebt diese Version von Ramirez bis mindestens ins Jahr 2019, was seiner Inkarnation aus Hotel widerspricht. Eine Erklärung hierfür wird nicht gegeben. 1984 enthält zudem einen direkten Verweis auf Asylum und indirekte Anspielungen auf Cult (Margaret Booth ist die zwischenzeitliche Eigentümerin von Briar Cliff Manor sowie diverser Immobilien von Kultführern, welche Kai Anderson in der siebten Staffel beeinflusst haben).

#### Geister
Ein übernatürliches Element, welches in gleich sechs Staffeln – Murder House, Hotel, Roanoke, 1984 sowie indirekt in Apocalypse und in deutlich kleinerem Umfang in Coven – eine tragende Rolle spielt, ist das Phänomen, dass die oft namensgebenden Handlungsorte Menschen, welche dort sterben, als Geister an diese binden. Die Geister treten dabei in normal erscheinender menschlicher Form auf und können mit den Lebenden normal interagieren (wenngleich sie auch auf eigene Entscheidung verborgen bleiben können). Sie können regulär durch Gewalt „getötet“ werden, erscheinen allerdings nach kurzer Zeit unverletzt von neuem. Wiederkehrende Handlungselemente sind dabei einzelne Figuren, welche sich ihres eigenen Ablebens zunächst nicht bewusst sind sowie die häufig in gewaltvollen Morden resultierenden Schwierigkeiten der Geister, ihr Schicksal zu akzeptieren. Besagte Staffeln enden häufig damit, dass die meisten als Geist reinkarnierten Figuren eine neue, positive Bestimmung für ihr Dasein finden.

#### Halloween
Herauszustellen sind ebenfalls die Folgen, welche an Halloween spielen. Hierbei sind bestimmte Motive über alle Staffeln, außer Staffel 7, gleich. An Halloween verschwinden in diesen Staffeln die Grenzen zwischen Dies- und Jenseits, weshalb es Geistern möglich ist, im Diesseits an allen möglichen Orten aufzutreten. So können die verfluchten Geister aus dem „Murder House“ aus Staffel 1 an Halloween das Haus verlassen. Freak Show (Staffel vier) etabliert, dass es für die namensgebenden Freaks lebensgefährlich ist, an Halloween vor Publikum aufzutreten, da sie von einem bösen Geist ins Jenseits gezerrt werden können. In Hotel hingegen ist Halloween der Tag, an welchem im namensgebenden Hotel Cortez die Teufelsnacht stattfindet; ein Anlass, bei dem sich die Geister verschiedener bekannter Serienmörder zu einer Feier treffen und nur an diesem Abend als Geister erscheinen können. Spätere Staffeln verzichten hingegen auf Halloween als ein besonderes Handlungselement.

#### Populäre Fantheorie
Eine populäre Fantheorie strengt die Vermutung an, jede Staffel der Serie würde für einen der neun Höllenkreise stehen. So würden die Protagonisten jeder Staffel jeweils für eine Sünde bestraft werden. Schöpfer Ryan Murphy bezeichnete die Theorie als „interessant“, jedoch müsste die zehnte Staffel in der Hölle selbst spielen, um sie zu bestätigen.

### Staffel 1(Murder House)
Die erste Staffel der Serie spielt in der Gegenwart und erzählt die Geschichte der Familie Harmon. Vivien Harmon, ihr Ehemann Ben und ihre Tochter Violet beziehen in Los Angeles ein altes Haus. Die Familie hatte sich entschieden, von Boston wegzuziehen, um einen Neustart zu beginnen, nachdem Ben eine Affäre mit einer Studentin eingegangen war und die Ehe beinahe daran gescheitert wäre. Die Familie ahnt jedoch nicht, dass ihr neues Haus eine dunkle Vergangenheit hat. Erbaut worden ist es in den 1920er Jahren von einem reichen Arzt für seine Frau. Als er drogensüchtig wird, veranlasst sie aus Angst vor dem finanziellen Ruin, dass ihr Mann im Keller des Hauses illegale Abtreibungen vornehmen kann. Der Freund einer Patientin tötet aus Rache für eine solche Abtreibung das Kind des Ehepaars. Dem „Frankenstein-Komplex“ verfallen, verstümmelt der Arzt den toten Körper seines Kindes, in der Hoffnung, es ins Leben zurückbringen zu können. Als er seiner Frau mitteilt, dass es ihm tatsächlich auch gelungen sei und sie im Kinderzimmer nachsehen könne, findet sie dort ihr Kind, welches nunmehr einer Kreatur gleicht. Die Hausbesitzerin erschießt daraufhin erst ihren Mann und dann sich selbst. Dies ist der Beginn einer langen Reihe von Todesfällen, die sich in dem Haus seitdem ereignet haben. Wer auf dem Grundstück stirbt, wird zum Geist und ist ewig – außer am Tag von Halloween – an das Gebäude gebunden.
Zunächst weiß die Familie Harmon nichts über diesen Hintergrund. Besonders oft werden sie von ihrer Nachbarin Constance und deren Tochter Adelaide, die das Down-Syndrom hat, besucht. Der Psychiater Ben, der sich eine Praxis aufbauen will, betreut zu Beginn den jugendlichen Tate, der an Gewaltphantasien leidet. Schnell freundet sich Violet, die an ihrer neuen Schule eine Außenseiterin ist, mit Tate an, was Ben deutlich missfällt. Wie sich später herausstellt, ist Tate der Sohn von Constance und ebenfalls ein Geist. Violet ist von dieser Erkenntnis so entsetzt, dass sie in Panik einen Selbstmordversuch begeht. Es stellt sich außerdem heraus, dass die Vorbesitzer des Hauses, ein homosexuelles Paar, von Tate ermordet worden sind, der bei der Tat einen schwarzen Latexanzug getragen hat. Vivien schläft mit Tate in der Illusion, ihr Mann Ben trage eben jenen Latexanzug. Kurze Zeit später ist sie mit Zwillingen schwanger.
Ben wird zunehmend von seiner alten Affäre bedrängt. Seine Studentin ist schwanger und beschließt, das Kind zu behalten und dies auch Bens Frau mitzuteilen. Doch dann erscheint ein fremder Mann, der Ben immer wieder bedrängt, das Haus zu verlassen. Der Mann, der von schweren Verbrennungsnarben gezeichnet ist, behauptet, selbst in dem Haus gewohnt und unabsichtlich seine ganze Familie verbrannt zu haben. In Wahrheit hat sich seine Frau samt den beiden Töchtern selbst verbrannt, nachdem er sie für Constance hat verlassen wollen. Der Fremde erschlägt Bens ehemalige Geliebte, als diese bei Ben zu Hause auftaucht, nachdem Ben sie bei einer geplanten Verabredung hat sitzen lassen, und vergräbt sie im Garten, woraufhin auch sie zum Geist wird. Die Spannungen zwischen Ben und Vivien nehmen zu, als sich herausstellt, dass Ben nur einen der beiden ungeborenen Zwillinge gezeugt hat. Violet entdeckt im Keller des Hauses ihre eigene Leiche. Sie ist bei ihrem Selbstmordversuch gestorben und ebenfalls ein Geist, ohne dies bemerkt zu haben. Tate hatte ihre Leiche im Keller versteckt, um ihr den Schock zu ersparen. Ben entdeckt, dass es sich bei der Gestalt im schwarzen Latexanzug um Tate handelt, der nicht nur seine Frau vergewaltigt, sondern auch die Vorbesitzer getötet hat. Violet wendet sich aus diesem Grund endgültig von Tate ab.
Bei der Geburt der Zwillinge im Haus stirbt auch Vivien, ebenso wie Bens Kind. Ben wird von Geistern im Treppenhaus erhängt. So ist die Familie Harmon samt dem Geist des toten Babys wieder vereint. Um neue Besitzer vor den wütenden Geistern im Haus zu schützen, werden diese von den Harmons vertrieben. Constance hat derweil das überlebende Baby an sich genommen, das als Kind einer Lebenden und eines Toten der Antichrist sein soll. Die letzte Szene zeigt die lächelnde Constance über dem kleinen Jungen, der sein Kindermädchen ermordet hat.

### Staffel 2(Asylum)

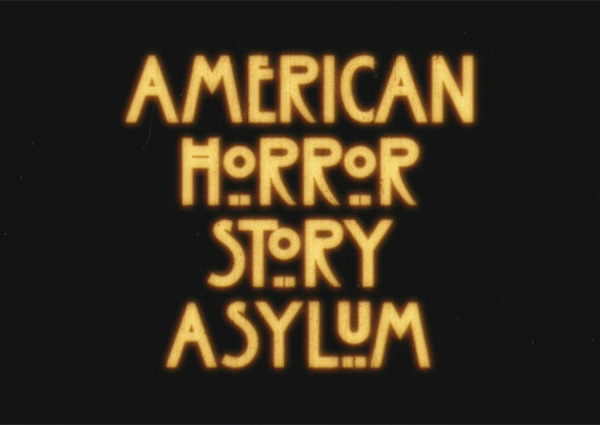
Logo der zweiten Staffel

Alle Figuren sind neu und Ort der Handlung ist nun eine von der katholischen Kirche betriebene Nervenheilanstalt namens Briarcliff im Jahr 1964, die vorher eine Klinik für Tuberkulose-Patienten gewesen ist. Geleitet wird diese Klinik von der Nonne Schwester Jude, die ihre Patienten auf grausame Art und Weise behandelt. Als ein neuer Patient, der junge Witwer Kit Walker, eingeliefert wird, interessiert sich auch die lesbische Reporterin Lana Winters für dessen Geschichte: Er wird beschuldigt, als Bloody Face Frauen getötet und ihnen die Haut abgezogen zu haben. Doch für die Journalistin soll das Interesse an den Geschehnissen in der Anstalt grausame Folgen haben. Aufgrund ihrer Homosexualität wird sie von Schwester Jude ebenfalls als Patientin in Briarcliff aufgenommen. Gemeinsam mit ihrer Mitpatientin Grace und Kit versucht sie, aus der Anstalt zu fliehen, sie werden jedoch erwischt und bestraft. Dr. Oliver Thredson, ein vom Gericht bestellter Psychiater, der Kit auf seinen geistigen Zustand untersuchen soll, wird auf Lana aufmerksam und verhilft ihr zur Flucht. Nach der Ankunft in Thredsons Haus wird jedoch schnell klar, dass der Arzt Bloody Face ist, der Kit zuvor zu einem auf Tonband aufgenommenen Geständnis bewogen hat, um nicht mehr als Täter in Frage zu kommen. Er hält Lana gefangen, quält und vergewaltigt sie, um seinen Mutterkomplex auszuleben. Der jungen Frau gelingt bald darauf die Flucht aus ihrem Gefängnis, bei der Thredson im Gesicht verletzt wird, jedoch wird sie in einen schweren Autounfall verwickelt und landet wieder in Briarcliff.
Währenddessen stellt sich heraus, dass bei dem Exorzismus eines jungen Patienten in Briarcliff der Teufel aus dessen Körper in den der jungen, unschuldigen Schwester Mary Eunice gefahren ist. Seitdem manipuliert sie alle anderen Mitarbeiter der Anstalt, vor allem den Klinikarzt Dr. Arden. Dieser ist ein gesuchter Kriegsverbrecher aus dem Zweiten Weltkrieg und Nazi aus dem Vernichtungslager Auschwitz, kann das jedoch mithilfe von Schwester Mary, die ihn erpresst, vertuschen. Gemeinsam locken sie Schwester Jude in eine Falle; sie wird daraufhin entlassen und landet selbst als Patientin in Briarcliff. Von da an ist Schwester Mary das Oberhaupt der Einrichtung. Pater Timothy Howard erkennt jedoch den Teufel im Körper von Schwester Mary und bringt sie um. Dr. Arden begeht daraufhin Selbstmord, indem er sich bei ihrer Einäscherung zu ihrem toten Körper legt.
Lana trifft auf der Krankenstation wieder auf Kit und erzählt ihm die Wahrheit über Thredson. Sie schaffen es, ein Geständnis von ihm auf Tonband aufzunehmen. Außerdem erfährt Lana, dass sie schwanger ist. Schwester Jude verspricht ihr, dass sie ihr helfen wird zu fliehen, da sie nicht in die Anstalt gehöre. Mit Hilfe einer alten Freundin von Jude, Schwester Claudia, schafft es die Journalistin, abermals zu entkommen, und gibt der Polizei die wahre Identität von Bloody Face preis. Sie wartet auf Thredson in seinem Haus und erschießt ihn, bevor die Polizei eintrifft, wobei sie hinterher behauptet, ihn aus Notwehr getötet zu haben. Danach geht sie an die Öffentlichkeit und schreibt über ihre Erlebnisse ein Buch, welches sehr erfolgreich wird. Jedoch stellt sich immer mehr heraus, dass Lana nur noch an ihrem Ruhm interessiert ist und nicht daran, den Menschen in der Anstalt zu helfen.
Kit wird ebenfalls aus Briarcliff entlassen, da nun seine Unschuld bewiesen ist. Er verlässt zusammen mit Grace, welche durch den Schuss einer Anstaltswache starb und von Außerirdischen wieder zum Leben erweckt wurde, die Anstalt und beide ziehen zusammen in sein altes Farmhaus, mit dem inzwischen geborenen Sohn der beiden. Es stellt sich heraus, dass Alma Walker, Kits Frau, die ebenfalls Kontakt mit den geheimnisvollen Aliens hatte, auch noch am Leben ist und ein Kind von ihm hat. Die fünf leben gemeinsam auf der Farm, jedoch verarbeiten die beiden Frauen die Geschehnisse völlig unterschiedlich. Während Grace fasziniert ist und sich nur noch mit den Außerirdischen beschäftigt, will Alma alles vergessen und hat Angst. Eines Nachts bringt sie Grace mit einer Axt um und kommt nach Briarcliff, das inzwischen eine staatliche Einrichtung ist.
Kit muss sich nun alleine um die Kinder kümmern. Er sucht Lana auf, um sie dazu zu bewegen, nicht nur an sich selbst, sondern auch an die anderen Menschen zu denken. Lana versucht nun alles, um Menschen zu helfen, möchte jedoch auch ihre Karriere vorantreiben. Kit kümmert sich seit dem Tod von Alma um Jude und holt sie sogar zu sich nach Hause. Lanas Sohn Johnny, dessen Erlebnisse in der Gegenwart gezeigt werden, hat ähnliche Neigungen wie sein Vater. Lana gab ihn als Baby weg und seitdem leidet auch er an einem Mutterkomplex. Er findet alles über seine Eltern und deren Geschichte heraus und will seine Mutter umbringen, um das Werk seines Vaters zu beenden. Doch im letzten Moment schießt Lana ihrem Sohn in den Kopf, genauso wie sie es bei Thredson getan hat.

#### Trivia
Die später in der Staffel dargestellten Zustände in Briarcliff wurden an den Skandal (1946) des realen Byberry Mental Hospitals angelehnt.
Die an Mikrozephalie leidende Pepper, die Nonne Mary Eunice sowie der Arzt Dr. Arden sind sowohl in Asylum als auch in Freak Show zu sehen. Die Handlung von Asylum spielt jedoch später.

### Staffel 3(Coven)

Logo der dritten Staffel

Die Haupthandlung der dritten Staffel spielt in der Gegenwart. Als die junge Zoe das erste Mal mit ihrem Freund schlafen will, stirbt dieser an einer Hirnblutung. Sie muss erkennen, dass sie eine Hexe ist und ihre Familie von den Hexen von Salem abstammt. Aus diesem Grund wird sie zu einem Hexenzirkel nach New Orleans geschickt. Dieser wird geleitet von der kräuterkundigen Hexe Cordelia. Außer Zoe gibt es noch drei weitere Junghexen im Haus: die selbstbezogene, telekinetisch begabte Schauspielerin Madison, die übergewichtige, schwarze, menschliche Voodoo-Puppe Queenie und die etwas naive, hellsichtige Nan. Nach wenigen Tagen erscheint die Oberste des Zirkels, Cordelias Mutter Fiona. Auf der Suche nach ewiger Jugend und bei dem Versuch, das Erstarken einer neuen Obersten zu verhindern, geht sie auch über Leichen.
Fiona nimmt die Schülerinnen auf einen Ausflug in das Haus von Delphine Lalaurie mit. Dort entdeckt Nan mit ihren Fähigkeiten, dass die sadistische ehemalige Herrin des Hauses noch lebt. Sie wurde aus Rache von der Voodoo-Hexe Marie Laveau lebendig begraben, nachdem sie die Gabe des ewigen Lebens erhalten hatte. Fiona nimmt Lalaurie mit ins Haus des Zirkels und entfacht damit den Zorn von Laveau, die schon lange einen Groll gegen die weißen Hexen hegt. Madison schleppt Zoe währenddessen mit auf eine Studentenparty. Zoe flirtet mit dem sympathischen Kyle, während dessen Verbindungsbrüder über Madison herfallen und sie vergewaltigen. Aus Rache lässt Madison später den Bus der Verbindung verunglücken. Fast alle Jungen sterben, auch Kyle. Zoe ist erst entsetzt, entschließt sich dann aber, den einzigen Überlebenden im Krankenhaus durch ihre Hexenkraft zu töten. Dafür zeigt ihr Madison einen Weg auf, Kyle zu retten. Sie schleichen sich ins Leichenschauhaus, um diesen wiederzuerwecken. Als sie feststellen, dass er beim Unfall einige Körperteile verloren hat, ersetzen sie diese durch Teile seiner Verbindungsbrüder. Zoe gelingt es, Kyle zu erwecken. Er ist allerdings sehr verwirrt und kaum in der Lage, zu sprechen und zu denken. Die einsiedlerisch lebende Hexe Misty erscheint und hilft ihr, Kyle ins Leben zurückzuholen.
Fiona erkennt inzwischen Madisons starke Kräfte und dass aus ihr die neue Oberste des Zirkels werden könnte. Scheinbar beginnt sie, sie zu unterstützen, schneidet ihr dann aber in einem Streit die Kehle durch. Der Butler Spalding vertuscht den Mord. Trotzdem erscheint der Zirkelrat, um Fiona des Mordes an Madison anzuklagen. Die Rätin Myrtle hatte schon Jahre zuvor versucht, Fiona für den Mord an der letzten Obersten zur Rechenschaft zu ziehen. Fiona kann zunächst die Anschuldigungen abwenden und sogar ihre Tochter Cordelia von ihrer Unschuld überzeugen. Die beiden gehen gemeinsam aus, doch Cordelia wird angegriffen und ihre Augen mit Säure verätzt. Mit Queenies Hilfe schafft es Fiona, den Rat davon zu überzeugen, dass Myrtle den Anschlag verübt hat. Myrtle wird verbrannt, aber von Misty später wiedererweckt. Cordelia ist durch die Säure zwar erblindet, hat aber das zweite Gesicht erhalten. Sie erkennt dadurch die Hinterhältigkeit ihrer Mutter, aber auch, dass ihr Ehemann Hank ein Mörder ist. Sie wirft ihn hinaus, weiß jedoch noch nicht, dass er den Zirkel im Auftrag von Marie Laveau als Hexenjäger töten soll. Cordelia will mit Zoe, die neue starke Kräfte entwickelt, ihre Mutter bekämpfen.
Zoe erkennt inzwischen, dass Madison tot ist, und findet sie mit der Hilfe des Dämonengeistes eines Axtmörders bei Spalding. Den Geist befreit sie dadurch. Auch Madison wird wiederbelebt, fühlt sich aber als Untote gefühllos und unzufrieden. Sie beginnt, mit Kyle zu schlafen. Queenie hat sich währenddessen zum Schein mit Delphine angefreundet, liefert sie dann aber an Marie Laveau aus, die Delphine köpft. Der Kopf lebt weiter. Myrtle kehrt mit Misty ins Haus des Zirkels zurück, und alle fassen den Plan, Fiona in den Selbstmord zu treiben und Misty zur neuen Obersten zu machen. Der Plan gelingt fast, bis Spaldings Geist erscheint und Fiona darüber aufklärt, dass sie hereingelegt wurde. Während Nan bei dem Sohn der bigotten Nachbarin ist, wird dieser versehentlich von Hank erschossen, der es eigentlich auf Nan abgesehen hatte, aber später von Misty wiederbelebt. Es zeigt sich, dass Hanks Familie seit Jahrhunderten als Hexenjäger tätig ist. Sein Vater leitet diesen Orden unter dem Deckmantel einer sehr vermögenden Finanzgesellschaft. Hank sollte den Hexenzirkel durch die Ehe mit Cordelia infiltrieren und anschließend alle umbringen, allerdings verliebte er sich tatsächlich in diese, sodass er seinen Plan nicht umsetzte, bis sie sich von ihm trennte.
Fiona will mit Marie gegen den Mörder zusammenarbeiten. Diese lehnt erst ab, aber als ihr gesamter Zirkel, inklusive Queenies, erschossen wird, nimmt sie doch an. Unter den Hexenschülerinnen entbrennt unterdessen ein Kampf um die Position der Obersten, denn jede von ihnen möchte die Königin der Hexen sein. Um Misty aus dem Weg zu räumen, schlägt Madison diese nieder und lässt sie anschließend in einem Sarg beisetzen. Währenddessen sorgt Myrtle dafür, dass Cordelia ihr Augenlicht (durch jeweils eines der Augen der Ratsmitglieder, die sie hintergangen haben) zurückerhält, dafür muss sie jedoch ihr zweites Gesicht einbüßen.
Marie eröffnet Fiona unterdessen, dass ihre Unsterblichkeit von einem Pakt mit dem Voodoo-Geist Papa Legba herrührt: Er erhält ihre Seele und sie muss ihm dafür jährlich eine unschuldige weitere Seele opfern – in Form von Säuglingen. Dennoch möchte auch Fiona unbedingt diesen Pakt eingehen, um so ihrem bevorstehenden Krebstod entgehen zu können. Papa Legba teilt ihr daraufhin mit, dass kein Pakt zustande kommen könne, da sie keine Seele besitze. Diesmal ist Laveau jedoch nicht gewillt, den von ihr entführten Säugling als Opfergabe darzubieten, da er sie an ihr eigenes Baby erinnert, welches sie im 1. Jahr ihres Paktes Papa Legba opfern musste. Fiona hat Mitleid mit ihr und beschließt daraufhin, stattdessen Nan zu opfern. Der Voodoo-Geist zeigt sich erst wenig erfreut über dieses Opfer, da er ein Baby erwartete, nimmt es dann aber doch an, denn er ist beeindruckt von Maries und Fionas Zusammenarbeit.
Um das zweite Gesicht wieder zu erhalten, sticht sich Cordelia mit einer Gartenschere in die Augen und erblindet abermals. Zunächst erlangt sie ihre Kräfte aber nicht wieder und erkennt, als sie Madison berührt, nicht, dass diese Misty lebendig begraben hat. Erst später kann sie ihre Gabe wieder einsetzen. Marie Laveau und Fiona schließen sich zusammen und bringen mit Hilfe des Axtmannes, der jetzt mit Fiona zusammen ist, die Hexenjäger um, um das Problem aus der Welt zu schaffen. Währenddessen streiten sich Madison und Zoe darum, wer Kyle bekommen soll, doch Kyle entscheidet sich für Zoe, da er sie liebt. Von da an sind die beiden unzertrennlich.
Die Junghexen beginnen sich vorzubereiten auf den Kräfte-Showdown, bei dem sie alle Kräfte, auch genannt „die sieben Wunder“ vollbringen müssen. Also zeigen sie nacheinander alle Kräfte, die sie beherrschen, angefangen mit der Telekinese (Dinge bewegen können), die alle gekonnt vollführen.
Vorzuzeigen sind auch Feuerentfachung, Gedankenkontrolle und Teleportation. Bei dem Abstieg in die Hölle stirbt Misty, da sie es nicht schafft, wieder zurückzukommen, und in ihrer persönlichen Hölle steckenbleibt. Bei der Teleportation „beamt“ sich Zoe bei einem Spiel aus Versehen zu hoch in die Luft über den Zaun und wird aufgespießt. Für die nächste Aufgabe, das Wiederbeleben, soll Madison Zoe wiederbeleben, weigert sich aber und belebt stattdessen eine Fliege wieder, um die Aufgabe dennoch zu bestehen. Queenie schafft es nicht, Zoe wiederzubeleben, und besteht somit diese Aufgabe nicht, was bedeutet, dass sie nicht die nächste Oberste sein kann.
Bei der letzten Aufgabe (Dinge aus Steinchen lesen) scheitert auch Madison, und Cordelia (Fionas Tochter/Schulleiterin) versucht ihr Glück bei den sieben Wundern. Sie schafft alle, bis sie nur noch die Wiederbelebung vor sich hat, die sie souverän meistert, so dass Zoe wieder am Leben ist. Cordelia ist die neue Oberste, und durch die Erkenntnis bekommt sie auch ihr Augenlicht zurück, nun besser denn je. Aus Wut auf Madison, weil sie Zoe nicht geheilt hat, bringt Kyle sie um und vertuscht dies mit Hilfe des Butlers. Die übrigen Junghexen Zoe und Queenie sind jetzt Oberhexen, die alleine mit Cordelia in der Schule wohnen. Sie machen die Akademie öffentlich, worauf hunderte junger Mädchen reagieren und die Schule besuchen, um ihr beizutreten.

### Staffel 4(Freak Show)

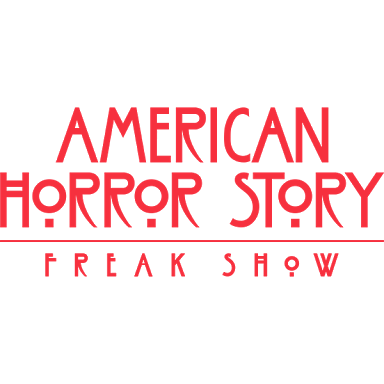
Logo der vierten Staffel

Die vierte Staffel spielt in einer Freakshow in den USA im Jahr 1952. Haupthandlungsort ist die Stadt Jupiter im Bundesstaat Florida. Elsa Mars, die Betreiberin der Show, kämpft mit ihren „Monstern“ gegen das Aussterben ihres Gewerbes. Als die siamesischen Zwillinge Bette und Dot Tattler entdeckt werden, wittert sie ihre Chance, der Show mit den Zwillingen als Hauptattraktion wieder zu Erfolg zu verhelfen. Als in der Stadt einige Morde geschehen, sind die Mitglieder der Freakshow die Hauptverdächtigen.
Der Mörder ist ein Clown, der auch einige Kinder entführt hat. Der verwöhnte Dandy Mott nimmt den Clownsmörder als Vorbild. Man erfährt in einem Flashback etwas über die Vergangenheit von Clown „Twisty“ und er stirbt schließlich.
Elsa Mars versucht ihre Show lukrativ zu verkaufen, um in Hollywood Fuß zu fassen, was ihr nur teilweise gelingt. Am Ende kauft der reiche Dandy Mott die Show, der bereits einige Menschen umgebracht hat, so unter anderem seine Mutter Gloria. Nach einer Bloßstellung richtet Dandy ein Massaker an, bei dem über die Hälfte der "Monster" der Freakshow erschossen wird. Er heiratet die beiden Zwillinge Bette und Dot, die mit den letzten Freaks eine Intrige vorbereitet haben und ihn ertrinken lassen.
Neben den Horrorelementen und Konflikten untereinander dreht sich ein großer Teil der Handlung um die Diskriminierung der „Freaks“ durch die Öffentlichkeit und um die Vergangenheit der Hauptfiguren. Freak Show weist im Vergleich zu den vorherigen Staffeln der Serie zusätzlich mit Abstand am wenigsten übernatürliche Handlungselemente auf.

#### Musikalische Anachronismen
In mehreren Episoden der vierten Staffel tragen Mitglieder der Freakshow Musiktitel vor, die erst Jahre nach der Zeit der Handlung veröffentlicht wurden. Ryan Murphy erklärte dazu, er wolle mit dieser anachronistischen Musikauswahl passend zum Umfeld der Staffel Musiker vorstellen, die selbst in ungewöhnlicher Weise oder als Außenseiter auftreten.
| Episode | Rolle         | Titel           | Original-Interpret | Erstveröffentlichung |
| ------- | ------------- | --------------- | ------------------ | -------------------- |
| 4.01    | Elsa Mars     | Life on Mars?   | David Bowie        | 1971                 |
| 4.02    | Dot Tattler   | Criminal        | Fiona Apple        | 1997                 |
| 4.03    | Elsa Mars     | Gods & Monsters | Lana Del Rey       | 2014                 |
| 4.07    | Jimmy Darling | Come as You Are | Nirvana            | 1991                 |
| 4.13    | Elsa Mars     | “Heroes”        | David Bowie        | 1977                 |

### Staffel 5(Hotel)

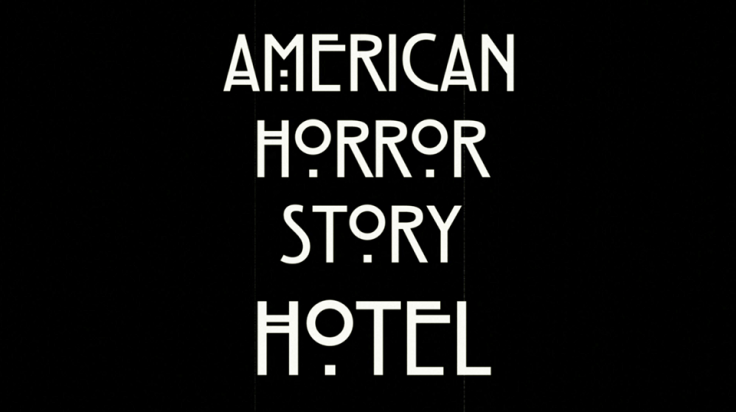
Logo der fünften Staffel

Die fünfte Staffel spielt im Jahr 2015 in Los Angeles, Kalifornien im fiktiven Hotel Cortez. Die Bauweise des Hotels wurde teilweise durch das Winchester House inspiriert und zu anderen Teilen dem Horrorhaus von H. H. Holmes nachempfunden. Im Zuge der Handlung existieren mehrere Rückblicke auf amerikanische Epochen des 20. Jahrhunderts (z. B. 20er Jahre, 70er Jahre etc.). Detective John Lowe (Wes Bentley) versucht, in dem verfluchten Hotel einem Serienmörder auf die Schliche zu kommen, der von den 10 Geboten inspiriert mordet. Dabei gerät er unter anderem in die Fänge der Gräfin (Lady Gaga), welche zusammen mit ihrem Liebhaber Donovan ein blutiges Geheimnis birgt. Zu den Angestellten des Hotels gehört neben Donovans Mutter Iris (Kathy Bates) auch Barkeeperin „Liz Taylor“ (Denis O’Hare), ferner gibt es mehrere Stammgäste wie die Drogendealerin Sally (Sarah Paulson). Zusammen versuchen sie, das Cortez vor dem Investor Will Drake (Cheyenne Jackson) zu retten. Will Drake bringt bei einer Modenschau hochkarätige Gäste ins Hotel, unter anderem das Model Tristan Duffy (Finn Wittrock) sowie die Vogue-Redakteurin Claudia Bankson (Naomi Campbell). Bei seinen Nachforschungen findet John heraus, dass das Hotel von James Patrick March (Evan Peters) 1926 errichtet wurde, um darin kaltblütig Gäste zu foltern und zu töten. Außerdem findet er Hinweise darauf, dass sein seit 5 Jahren verschwundener Sohn Holden (Lennon Henry) noch am Leben sein könnte. Seine Frau Alex (Chloë Sevigny), eine Kinderärztin, wird seit dem Verschwinden ihres Sohnes von Depressionen geplagt. Im Verlauf der Staffel findet auch sie ihren Weg in das merkwürdige Hotel und findet dabei ihren Sohn wieder. Langsam wird sie auf Holdens merkwürdiges Verhalten aufmerksam und kommt schließlich hinter das dunkle Geheimnis der Countess. Auch Iris, die Empfangsdame, ist nicht so harmlos, wie man anfänglich vermutet. Zusammen mit der transgeschlechtlichen Liz Taylor ermordet sie ein Pärchen mit nervigen Extrawünschen, welche in das Hotel eingecheckt hat. John findet sich unterdessen bei der sog. Devil’s Night (der Nacht vor Halloween) an einem Tisch mit den Serienmördern Jeffrey Dahmer, John Wayne Gacy, Richard Ramírez, Aileen Wuornos und dem nie gefassten Zodiac-Killer wieder. Weil er immer mehr Zeit im Hotel verbringt, deshalb seine Arbeit vernachlässigt und es um seinen Geisteszustand immer schlechter bestellt ist, wird er schließlich suspendiert. Frustriert von der Situation, landet er schließlich mit Sally im Bett. Alex hingegen greift in ihrem Job zu einer eher ungewöhnlichen Methode, um einem Patienten das Leben zu retten.
Bei den Renovierungsarbeiten des Hotels kommen alte Geheimnisse ans Licht. In einer Rückblende ins Jahr 1925 erfährt der Zuschauer viel über die Vergangenheit der Gräfin mit dem Ehepaar Rudolph (ebenfalls Finn Wittrock) und Natacha (Alexandra Daddario).
Später stellt sich heraus, dass John Lowe selbst der 10-Gebote-Killer ist und im Auftrag von James March gehandelt hat, welcher ihn zu seinem Nachfolger machen will. Unterstützt hat ihn dabei stets Sally. Diese weicht jedoch nun vom Plan ab. Gräfin Elizabeth und ihre große Liebe Valentino sind wieder vereint. Unterdessen wird Alex das Ausmaß ihrer Handlung bewusst, da ihretwegen eine Horde Vampirkinder die Straßen von Los Angeles unsicher macht. Zusammen mit ihrem Mann kann sie jedoch die Seuche stoppen. Sie finden wieder zueinander, doch der Absprung in ihr normales Leben fällt schwer. Unterdessen planen Iris, Liz und die anderen Mitarbeiter, sich gegen die Gräfin zu stellen. Der Plan gelingt ihnen und sie werden schließlich die Leiter des Hotels.

### Staffel 6(Roanoke)

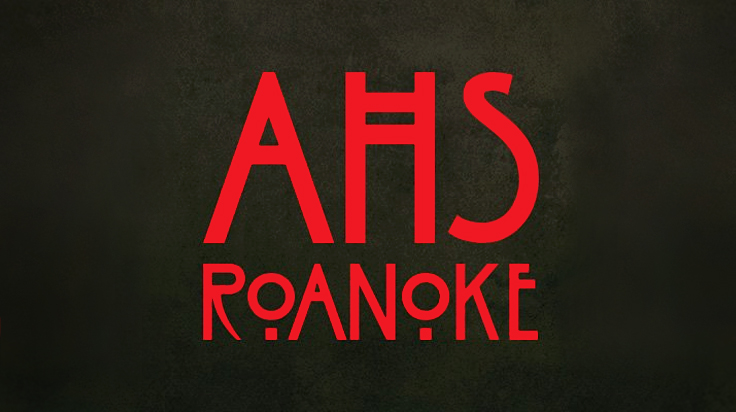
Logo der sechsten Staffel

Die sechste Staffel präsentiert sich als fiktive Dokumentation My Roanoke Nightmare und erzählt die Geschichte von Matt und Shelby Miller. Während Lily Rabe Shelby Miller und André Holland Matt Miller in den Interviewaufnahmen darstellen, werden ihre Erzählungen in nachgestellten Szenen visualisiert, wobei Shelby wiederum von Audrey Tindall (gespielt von Sarah Paulson) und Matt von Dominic Banks (gespielt von Cuba Gooding Jr.) verkörpert werden. Nachdem Matt und Shelby von einer Gang in Los Angeles als Teil einer Mutprobe angegriffen werden und Shelby dabei eine Fehlgeburt erleidet, beschließen die beiden, in ein Haus in North Carolina, dem Staate, aus dem Matt stammt, umzuziehen. Merkwürdige Dinge passieren kurz nach ihrem Umzug. Shelby wird im Whirlpool fast ertränkt und Matt findet den verwesten Körper eines toten Schweins vor der Tür des Hauses. Erst denken die beiden, dass die Polk-Familie, die auch hinter dem Haus her war, hinter den Ereignissen steckt. Da die Polizei nicht von großer Hilfe ist, zieht wenig später auch Matts Schwester Lee, eine Ex-Polizistin, die in den Interviewaufnahmen von Adina Porter und in den nachgestellten Szenen von Monet Tumissee (gespielt von Angela Bassett) verkörpert wird, im Haus ein. Die seltsamen Ereignisse nehmen ihren Lauf und werden immer gefährlicher. Nach einem Streit mit ihrem Eheman Mason „entführt“ Lee dessen gemeinsame Tochter, Flora, in das Roanoke-Haus. Flora verschwindet kurz darauf spurlos. Mason gibt Lee die Schuld an diesem Vorfall und wird nach einem Streit mit seiner Ex-Frau zu Tode verbrannt aufgefunden. Die von Matt installierten Kameras erfassen, wie Lee kurz nach Mason das Haus verlässt, und nach ein paar Stunden wieder zurückkehrt. Shelby vermutet, dass Lee hinter dem Mord an Mason steckt. Lee verneint dies aber energisch. Auch nach 3 Tagen Fahndung ist Flora immer noch nicht gefunden worden. Durch eine Begegnung mit dem Medium Cricket Marlowe (in der Nachstellung von Ashley Gilbert, in Wirklichkeit Leslie Jordan, gespielt) stellt sich heraus, dass alle bisherigen Bewohner des Hauses ermordet wurden und nun als Geister weiter existieren. Die Ersten, die je auf dem Gelände ums Leben gekommen sind, sind die Mitglieder der verschwundenen Roanoke-Kolonie, angeführt von Thomasin White, der „Schlächterin“. In der Dokumentation wird die „Schlächterin“ von Agnes Mary Winstead (gespielt von Kathy Bates) dargestellt. Jedes Jahr zur Blutmond-Zeit haben die Geister sechs Tage lang die Kraft, zu morden. Die ersten fünf Folgen thematisieren den Schrecken und das Überleben der Familie Miller zum Blutmond 2015.
Mit dem Beginn der sechsten Folge begeben wir uns ins Jahr 2016. Da My Roanoke Nightmare so ein großer Hit war, entschied sich der Produzent Sidney Aaron James (gespielt von Cheyenne Jackson), eine zweite Staffel mit dem Namen Return to Roanoke: Three Days in Hell zu bestellen. Dafür begeben sich sowohl die echte Familie Miller als auch ihre Darsteller sowie Rory Monahan (gespielt von Evan Peters), der Edward Phillipe Mott in My Roanoke Nightmare darstellte, zusammen zurück ins Haus. Agnes Mary Winstead liebt ihre Rolle als die „Schlächterin“ so sehr, dass sie sich schon angewöhnt hat, auch im echten Leben Menschen tödlich zu verletzen und als ihre Rolle aufzutreten. Ihr wird somit nicht erlaubt, ein Teil der zweiten Staffel zu sein. Trotzdem treibt sie ihr Unwesen in Roanoke Island als die „Schlächterin“. Sidney und seine Crew möchten den Teilnehmern noch mehr Angst einjagen, indem sie in der kompletten Umgebung und im Haus angsteinflößende Effekte anwenden oder sogar selbst mit Horror-Kleidung auftauchen. Mit Kameras werden Shelby, Lee, Dominic und die Anderen überwacht. Aufgrund einer Zwischensequenz wird klar, dass innerhalb der nächsten drei Tage alle Personen außer einer unter mysteriösen Umständen sterben werden.
Am ersten Abend bekommt jeder eine Videokamera von Sidney, um alles, was in Roanoke Island vor sich geht, aufnehmen zu können. Nach der Trennung von Shelby und Matt ging sie mit Dominic aus, was zu Streitereien im Hause führt. Doch als sich jeder beruhigt und Audrey duschen geht, sieht sie Piggy Man, einen Toten mit einem Schweinekopf, und rennt schreiend aus dem Badezimmer hinaus. Jeder denkt, es sei ein Streich von Sidney, weswegen Rory, der Ehemann von Audrey, nachschaut. Dabei wird er von den beiden Krankenschwestern Miranda und Bridget erstochen. Währenddessen werden Sidney, ein Kameramann und eine seiner Assistentinnen von Agnes etwas weiter weg vom Haus getötet.
Am nächsten Tag greift Agnes Shelby im Haus an und verletzt sie, aber Dominic kann sie retten und Agnes flieht. Während Shelby sich nun ausruht, sind Audrey, Lee und Monet auf der Suche nach Hilfe. Dabei finden sie die Leichen Sidneys und seiner Mitarbeiter und werden von Agnes angegriffen. Lee schießt jedoch auf Agnes und die drei Frauen flüchten. Etwas später finden sie auch Rorys Leiche und werden dann von der Polk-Familie entführt. Als Dominic im Haus nach einem Schlaf aufwacht und in den Keller geht, entdeckt er Matt, der gerade mit Scáthach, einer Waldhexe, schläft. Dominic erzählt dies Shelby und sie gehen zusammen in den Keller. Nachdem sie Scáthach verscheucht hat und Matt ihr seine Liebe zu der Waldhexe gesteht, rastet Shelby aus und zertrümmert Matts Kopf mit einem Brecheisen. Abends taucht sowohl die noch lebende Agnes sowie etwas später auch die wahre „Schlächterin“ Thomasin White mit ihren Anhängern am Haus auf. Erst als Agnes von ihnen umzingelt wird, erkennt sie, dass sie in großer Gefahr schwebt, und gesteht, dass sie eigentlich nur im Fernsehen sein will. Daraufhin wird ihr Kopf von der „Schlächterin“ mit einem Hackbeil gespalten.
Zur gleichen Zeit wird Lee von Jether Polk (gespielt von Finn Wittrock) und seiner Mutter gefoltert, während Audrey und Monet von den zwei Brüdern Jethers gequält werden. Einige Stunden später bittet Lee Jether darum, sie zu filmen, damit sie sich bei ihrer Tochter Flora verabschieden kann, da sie denkt, dass sie stirbt. In diesem Video gesteht sie auch den Mord an Mason, ihrem Ehemann. Trotzdem kann Lee entkommen und tötet Jether. Auch Monet kann sich befreien und möchte Audrey helfen, doch als Mutter Polk kommt, flieht Monet ohne Audrey. Mutter Polk befiehlt ihren zwei Söhnen, Monet zu holen, und kümmert sich um Audrey und reißt ihr dabei einen Zahn aus. Lee kann Audrey befreien und zertrümmert dabei mit einem Hammer den Kopf von Mutter Polk. Lee und Audrey flüchten, doch Monet ist immer noch auf der Flucht in den Wäldern.
Im Haus angekommen, bricht Lee in Tränen aus, als sie die Leiche ihres Bruders sieht. Sie finden daraufhin auch Shelbys Leiche und Dominic. Er erzählt den beiden, dass Shelby sich aufgrund von Schuldgefühlen selbst umgebracht hat. Die beiden glauben Dominic nicht und geben ihm die Schuld für die beiden Morde. Sie streiten sich und sperren ihn aus dem Schlafzimmer aus, woraufhin er dann kurze Zeit später vom „Piggy Man“ erstochen wird.
Am darauffolgenden dritten Tag machen sich Audrey und Lee auf den Weg zum Polk-Haus, um eine Kamera, die den Mord an Mama Polk gefilmt hat, mitzunehmen. Sie wollen das Haus gerade verlassen, da steht Piggy Man vor ihnen. Doch diesmal war es nur einer der Streiche von Sidney, denn Dylan (gespielt von Wes Bentley), der in My Roanoke Nightmare Ambrose White, den Sohn von Thomasin, verkörpert, steckt hinter dem Schweinekopf. Dieser wurde beauftragt, am dritten Tag als „Piggy Man“ aufzutreten. Nachdem Audrey und Lee ihm erklärt haben, dass alles, was sie in der Dokumentation nachgespielt haben, wahr ist, sie ihm die Leichen von Shelby und den anderen zeigen und erwähnen, dass Monet auch noch lebt, sagen sie ihm, dass sie jetzt auf dem Weg zu den Polks seien. Dylan begleitet sie. Sie kommen dort an und teilen sich auf. Dylan kümmert sich um das Fahrzeug, und Audrey und Lee suchen nach Monet und dem Video. Audrey findet Monet und rettet sie, doch plötzlich taucht einer der Söhne auf und droht den zwei Frauen. Audrey zieht ihren Revolver und schießt ihm in den Kopf. Dylan wird bei dem Versuch, das Auto kurzzuschließen, von dem anderen Sohn anscheinend erstochen. Audrey und Monet sehen ihn, müssen ihn aber zurücklassen, da sie schon von weitem die „Schlächterin“ und ihre Kolonie sehen und in den Wald fliehen müssen. Lee hat nichts gefunden und flüchtet ebenfalls in den Wald, da der Sohn der Polks, der Dylan erstochen hat, sie verfolgt. Audrey und Monet kommen in Haus an und beruhigen sich erst. Monet denkt, Lee sei tot, aber Audrey verneint dies und sie sehen sich zusammen die Aufnahme aus dem Haus der Polks an, die Audrey gefunden hat. Sie sind schockiert, als Lee den Mord an Mason gesteht. Währenddessen wird Lee im Wald von Scáthach dazu verleitet, ein Herz zu essen, sodass Scáthach sich ihrer bemächtigt.
Am selben Tag sind drei Fans der Dokumentation auf dem Wege zum Hause in Roanoke Island. Das sind die Blogger Sophie Green (gespielt von Taissa Farmiga), Milo (gespielt von Jon Bass) und Todd Connors (gespielt von Jacob Artist). Sie filmen sich selbst und laufen durch den Wald, um zum Hause zu gelangen. Es wird immer unheimlicher im Wald, bis sie schließlich auf Lee treffen. Diese steht ganz still da, da sie von Scáthach besessen ist. Todd spricht sie an, doch Lee tötet ihn. Sophie und Milo flüchten sofort, bis sie später auch die Leichen von Sidney und den anderen zwei sehen. Plötzlich taucht ein verletzter Mann auf und die zwei Blogger rennen ängstlich in das Überwachungsgebäude von Sidney. Erst dann bemerken sie, dass der verletzte Mann Dylan ist. Auf den Überwachungsbildschirmen sehen Sophie und Milo, dass Audrey und Monet noch leben, aber Lee auf dem Weg zum Haus ist. Sie wollen verhindern, dass Audrey und Monet sterben, und laufen ebenfalls zum Hause.
Lee kommt im Hause an und Audrey und Monet sind froh, sie zu sehen. Die Stimmung ist sehr merkwürdig, da Lee sich immer noch ruhig verhält. Lee schubst Monet über das Geländer, worauf Monet durch das Treppenhaus auf den bereits vorher heruntergefallenen Kronleuchter fällt und aufgespießt wird. Audrey rennt aus dem Haus an der gerade sterbenden Monet vorbei. Sie geht zum Keller außerhalb des Hauses, wird aber von Lee schwer verletzt und in den Keller gestoßen.
Als die zwei Blogger am Haus ankommen, ist es schon zu spät und sie können die beiden nicht mehr retten. Sie sehen, wie die „Schlächterin“ und ihre Anhänger am Haus ankommen. Sie haben auch Dylan. Dieser wird ausgeweidet. Sophie und Milo wollen abhauen, aber Lee ist schon bei ihnen und bringt sie zu Thomasin. Beide werden aufgespießt und lebendig verbrannt, während alles von ihren Kameras aufgenommen wird.
Am nächsten Morgen kommt die Polizei am Hause an. Jeder außer Lee scheint tot zu sein. Sie hat keine Ahnung mehr, was in der letzten Nacht passiert ist, und die Polizei hilft ihr. Wenig später wird auch die verletzte Audrey gefunden, die nichts von Lee und ihrer Besessenheit wusste. Sie sieht Lee, nimmt sich die Waffe eines der Polizisten und zielt auf sie. Doch bevor sie es schafft, Lee zu töten, wird Audrey selbst von den anderen Polizisten erschossen.
Nach einiger Zeit, in der sie durch ihre Bekanntheit dank der Serie in vielen Interviews zu sehen war (unter anderem in der Lana-Winters-Show), macht sich Lee auf die Suche nach ihrer Tochter Flora. Diese wird vermisst und von Lee schließlich im Hause in Roanoke Island gefunden. Flora möchte bei Priscilla, dem Geister-Mädchen, bleiben und auf sie aufpassen, doch dafür muss sie sterben. Lee will jedoch nicht, dass ihre Tochter stirbt, und opfert sich selbst, um den Wunsch Floras zu erfüllen. Das Haus geht in Flammen auf und explodiert schließlich. Lee stirbt in den Flammen, Flora überlebt und wird von der Polizei in Sicherheit gebracht. Währenddessen zieht der Blutmond erneut auf. Die „Schlächterin“ und ihre Kolonie tauchen letztendlich wieder am Hause, welches noch von den Polizisten umgeben ist, auf. Kurz darauf sind schon die ersten Schreie zu hören.

### Staffel 7(Cult)

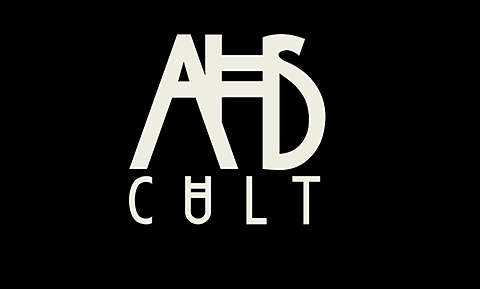
Logo der siebten Staffel

Die Erstausstrahlung der siebten Staffel fand am 5. September 2017 statt, die letzte Episode lief am 14. November. Sie beschäftigte sich anfangs mit der Präsidentschaftswahl 2016 – wobei Donald Trump und auch Hillary Clinton jedoch nur in Form von Fernsehbildern zu sehen waren –, während im weiteren Verlauf ein Kult, bestehend aus normalen Bürgern, welcher in der Bevölkerung mit seinen grausigen Taten für Angst und Schrecken sorgte, im Fokus stand. An Cult wirkten nur fünf Schauspieler als Hauptdarsteller mit (Paulson, Peters, Jackson, Lourd und Pill), weniger als in anderen Staffeln. Ferner ist Cult die erste Staffel der Serie, welche gänzlich ohne übernatürliche Elemente auskommt.
Die Handlung von Cult beginnt mit dem Wahlsieg Donald Trumps im November 2016 und spielt im fiktiven Vorort Brookfield Heights in Michigan. Das lesbische Ehepaar Ally und Ivy Mayfair-Richards, welche ihren Sohn Oz großziehen und gemeinsam ein Restaurant leiten, nehmen die Wahl mit Schock zur Kenntnis und fürchten, in Zukunft wieder vermehrt homophoben Anfeindungen ausgesetzt zu sein. Ally leidet zudem unter mehreren Phobien, am schlimmsten unter einer Coulrophobie – der panischen Angst vor Clowns –, weswegen sie sich beim Psychiater Dr. Rudy Vincent in Behandlung befindet. In den Wochen nach der Wahl wird Ally mehrmals Opfer vermeintlicher Halluzinationen einer Gruppe Horror-Clowns, welche sie mehrmals angreifen und auch einen Nachbarn der Familie, welcher als gewähltes Mitglied im Stadtrat sitzt, ermorden.
Die Gruppe maskierter Clowns entpuppt sich im Verlauf der Staffel jedoch nicht als Einbildung Allys, sondern als Teil des ausgeklügelten Plans des jungen Kai Anderson. Inspiriert von Trumps Wahlerfolg und seiner eigenen Manipulationsfähigkeit und Überzeugungskraft, baut Kai nach und nach einen Kult um sich herum auf, um seine eigenen politischen Ambitionen voranzutreiben. Zunächst rekrutiert er nach und nach seine jüngere Schwester Winter (die er als Kindermädchen bei Ivy und Ally einschleust), die frustrierte Lokalreporterin Beverly Hope, das exzentrische Ehepaar Meadow und Harrison Wilton (ebenfalls Nachbarn von Ivy und Ally), den korrupten Polizisten Jack Samuels und den fanatischen Trump-Anhänger Gary Longstreet, indem er sie alle in Einzelgesprächen mit ihren tiefsten Ängsten konfrontiert. Als Clowns verkleidet begehen sie mehrere Morde und terrorisieren die Ortschaft, durch Beverly wird dies medial ausgeschlachtet und Kai nutzt die dadurch entstehende Angst, um seine Kampagne für den Einzug in den Stadtrat auf Populismus und Versprechen von Sicherheit und Stabilität aufzubauen. Dabei schreckt er nicht einmal davor zurück, einen Mordversuch auf sich selbst zu inszenieren, um in den Umfragewerten zu steigen. Kai wird schließlich in den Stadtrat gewählt.
Im Laufe der Staffel stellt sich heraus, dass auch Ivy seit Beginn der Staffel in Kais Kult ist und ihre Frau Ally seit der Geburt von Oz insgeheim hasst, da diese Oz ausgetragen und zur Welt gebracht hat und so eine engere Bindung zu ihm beansprucht. Ihr persönliches Streben im Kult ist es, Ally über ihre Phobien an den Rand der Zurechnungsfähigkeit zu treiben, um so das alleinige Sorgerecht für Oz zu erhalten. Im Zuge von Kais gestelltem Mordanschlag auf sich selbst wird Ally schließlich, obwohl sie nicht die Schützin war, kurzzeitig in eine geschlossene psychiatrische Einrichtung eingewiesen und verliert das Sorgerecht. Ivy verlässt sie unter dem von ihr fingierten Vorwand, dass Winter eine Affäre mit Ally anfangen wollte. Ivys Plan geht jedoch kurioserweise nach hinten los: Die Erlebnisse der letzten Wochen heilen Allys Phobien und mit dem Ziel, Oz zurückzugewinnen, tritt sie selbst Kais Kult bei, welcher mittlerweile um eine Art eigene Bürgerwehr – bestehend aus jungen Männern aus dem ganzen Land – erweitert wurde.
Im Folgenden treten jedoch innerhalb des Kults immer mehr Spannungen auf. Die involvierten Frauen Beverly, Winter, Ivy und Ally erkennen, dass in Kais Weltbild – entgegen seinen Aussagen, die gesamte Gesellschaft verbessern zu wollen – Männer Frauen in jeglicher Hinsicht überlegen sind (was sich als Ironie entpuppt, da Kais Ambitionen ursprünglich von einer radikalen Feministin aus dem Umfeld der Valerie Solanas geweckt wurden). Gleichzeitig gehen unterschiedliche Kult-Mitglieder aufeinander los: Winter erschießt Detective Samuels, nachdem dieser versucht, sie zu vergewaltigen. Ally vergiftet Ivy aus Rache und gleichzeitig verrät sie Kai, dass ihr Psychiater Doctor Vincent, welcher sich als Kais und Winters älterer Bruder entpuppt, vorhat, den Kult und dessen Morde an die Behörden zu verraten. Kai tötet daraufhin seinen eigenen Bruder. Ferner spiegelt Ally gegenüber Kai mithilfe gefälschter Dokumente vor, dieser sei als Samenspender der leibliche Vater von Oz.
Kai hingegen wird im Zuge seines politischen Aufstiegs zunehmend paranoider, lässt sich von seinen Gefolgsleuten mit „göttlicher Führer“ anreden und vermutet zunehmend manisch einen Verräter im Kult. Da er seine eigene Schwester Winter als Verräterin vermutet, erwürgt er auch sie. Der Kult bricht schließlich zusammen, als Kai mit seiner Bürgerwehr den Mord an einhundert schwangeren Frauen vorbereitet und ihr Haus vom FBI gestürmt wird. Im Feuergefecht kommen sämtliche Mitglieder der Bürgerwehr um, Kai hingegen wird in ein Hochsicherheitsgefängnis verlegt. Erst jetzt wird dem Zuschauer offenbart, dass Ally seit ihrer kurzen Festnahme nach dem „Attentat“ auf Kai ein doppeltes Spiel spielt. Das FBI hatte Kai länger im Blick, um jedoch an konkrete Beweise zu kommen, wurde Ally vollständige strafrechtliche Immunität gewährleistet, wenn sie dafür den Kult unterwandert.
Im Folgenden kandidiert Ally für das Amt des Senators von Michigan – ein Plan, den zuvor auch Kai verfolgt hatte. Bei einem Fernsehduell mit ihrem Gegner Herbert Jackson wird sie jedoch von Kai mit einer Waffe bedroht. Dieser ist zuvor mithilfe einer von ihm manipulierten Gefängniswärterin aus dem Bundesgefängnis entkommen. Kais Pistole entpuppt sich jedoch als nicht geladen und die betreffende Wärterin – Gloria – arbeitet in Wahrheit mit Ally zusammen. Noch auf der Podiumsbühne wird Kai schließlich von Beverly erschossen.
Die Staffel endet damit, dass Ally Oz ins Bett bringt und ihm kryptisch erzählt, dass sie sich noch mit einer Gruppe mächtiger Frauen, deren Ziel es ebenfalls sei, das politische Wertesystem der USA umfassend zu erneuern, treffen werde. Nachdem Oz eingeschlafen ist, wirft Ally sich eine grüne Kapuzenrobe über und es wird angedeutet, dass sie selbst einen neuen Kult – in der Tradition der fanatischen Feministin Valerie Solanas – ins Leben gerufen hat.
Im Laufe der Staffel gibt es mehrere Rückblenden auf „Kulte“ verschiedener Ausprägung im 20. Jahrhundert, darunter die Anführer Andy Warhol, Jim Jones und auch Charles Manson (alle ebenfalls dargestellt von Evan Peters) und Valerie Solanas, welche Kai inspiriert haben.

### Staffel 8(Apocalypse)

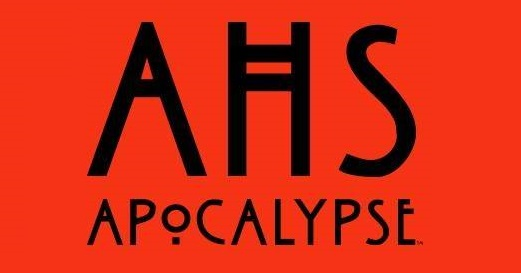
Logo der achten Staffel

In Apocalypse spielt die Handlung in der nahen Zukunft, in der eine nukleare Katastrophe die Erde in einen postapokalyptischen Schauplatz verwandelt hat. Ein paar Leute konnten jedoch unbeschadet dem Ende der Welt entkommen, indem sie von einer Organisation namens „Die Kooperative“ (The Cooperative) wegen ihres besonderen Erbguts in Sicherheit gebracht wurden. Zwei von ihnen, Timothy und Emily, werden in einem Untergrund-Bunker namens „Außenposten 3“ (Outpost 3) untergebracht, der von Ms. Venable und ihrer rechten Hand Ms. Mead geleitet wird. Dort treffen Timothy und Emily auf andere Überlebende, darunter die verwöhnte Millionärstochter Coco St. Pierre Vanderbilt, deren Assistentin Mallory, ihren persönlichen Friseur Mr. Gallant und dessen Großmutter Evie. Nachdem die Überlebenden 18 Monate lang nach den strengen Regeln von Ms. Venable gelebt haben und die lebenswichtige Ressourcen langsam knapp werden, trifft ein Mann im „Außenposten“ 3 ein, der sich als Michael Langdon von der „Kooperative“ ausgibt. Der Anlass seines Erscheinens ist es, jede einzelne Person zu verhören, um zu entscheiden, wer es verdient hat, im „heiligen Ort“ (Sanctuary) Zuflucht zu finden. Nachdem er Ms. Venable die Einreise in den heiligen Ort verwehrt, fasst diese den Entschluss, alle Überlebenden zu vergiften und Michael Langdon zu töten, um mit seinem Laptop den heiligen Ort ausfindig machen zu können. Mit der Hilfe von Ms. Mead gelingt es Ms. Venable, die Überlebenden zu vergiften. Sie befiehlt ihrer Gespielin, die sich als Cyborg entpuppt und darauf programmiert ist, Ms. Venable zu gehorchen, Michael Langdon zu erschießen. Langdon lenkt jedoch mit Gedankenkraft die Waffe auf Ms. Venable, woraufhin sie von Ms. Mead erschossen wird. Es stellt sich heraus, dass Michael Langdon Ms. Mead erschaffen hat und sie nach dem Abbild einer Frau modellierte, die einst seine Adoptivmutter gewesen war.
Cordelia, Myrtle und Madison aus der Coven-Staffel erscheinen im „Außenposten 3“ und erwecken drei der Vergifteten, Mallory, Coco und Dinah, wieder zum Leben. Cordelia erklärt ihnen, dass sie ebenfalls Hexen sind. Sie stehen daraufhin Michael Langdon gegenüber. In einer Rückblende erfährt man, dass Michael Langdon und der Hexenzirkel eine gemeinsame Vorgeschichte haben.

### Staffel 9(1984)

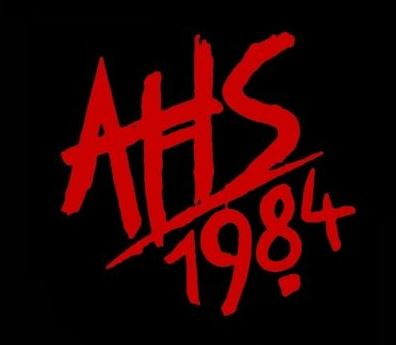
Logo der neunten Staffel

Im April 2019 wurde bekannt, dass Evan Peters erstmals seit Beginn der Serie in der neunten Staffel nicht als Darsteller vertreten sein würde. Nachdem Sarah Paulson ab der zweiten Staffel ausschließlich Hauptrollen besetzt hatte, spielte auch sie in 1984 nicht mit.
1984 handelt von fünf Freunden (Brooke, Montana, Xavier, Chet und Ray), die sich im Fitnessstudio kennenlernen und gemeinsam in ein Sommercamp (Camp Redwood) fahren. Währenddessen wird verkündet, dass der Serienmörder Benjamin Richter, der unter dem Kosenamen „Jingles“ bekannt ist, aus dem Gefängnis ausgebrochen ist.
In den USA lief die Staffel vom 18. September bis zum 13. November 2019, in Deutschland zwischen dem 28. November 2019 und dem 23. Januar 2020. Sie ist eine Hommage an Horror-Slasher-Filme der 1980er Jahre wie Freitag der 13. oder Blutiger Sommer – Das Camp des Grauens.

### Staffel 10(Double Feature)
Anfang 2020 wurden seitens Ryan Murphy sowohl Sarah Paulson als auch die Stammkräfte Frances Conroy, Leslie Grossman, Billie Lourd, Evan Peters, Adina Porter, Lily Rabe, Angelica Ross und Finn Wittrock als Darsteller bestätigt. Darüber hinaus besetzte auch Macaulay Culkin eine Rolle.
Die Staffel wurde in zwei Teile gegliedert. Teil 1 läuft unter dem Namen Red Tide und konzentriert sich auf eine Familie, die aus dem Drehbuchautor Harry sowie seiner Frau Doris und der gemeinsamen Tochter Alma besteht. Harry leidet an einer Schreibblockade und zieht für einige Wochen mit seiner Familie in eine Kleinstadt auf der Halbinsel Cape Cod, wovon er sich neue Anregungen erhofft. Er nutzt bald die Chance, mithilfe einer geheimnisvollen Pille sein Talent ins Unermessliche zu potenzieren, doch unerwünschte Nebenwirkungen treten beim Konsum, der regelmäßig erfolgen muss, auf. Der zweite Teil wird Death Valley genannt und befasst sich mit der Landung außerirdischer Wesen auf der Erde. Hierbei liegt der Fokus auf den Verhandlungen zwischen mehreren Präsidenten, darunter Dwight D. Eisenhower, und den Aliens, welche den Erdenbürgern Teile ihrer Technologie im Tausch gegen menschliche Versuchsobjekte zusichern.

### Staffel 11(NYC)
Mit Russell Tovey, Joe Mantello, Charlie Carver und Isaac Cole Powell wurden Serienneulinge für die Verkörperung von Hauptcharakteren verpflichtet, vom „Stammpersonal“ waren lediglich Billie Lourd, Leslie Grossman und Denis O’Hare mit an Bord. In NYC erzählen die Serienmacher erneut eine Geschichte, die in den 80er-Jahren spielt, wohingegen der Hauptschauplatz erstmals New York City ist. NYC spielt in der Schwulenszene, die von einer Mordserie erschüttert wird. Der schwule Police-Detective Patrick, der mit seinem Partner Gino, einem Journalisten, zusammenlebt, ermittelt in dem Fall. Zeitgleich breitet sich das bislang unbekannte HI-Virus unter New Yorks Schwulen aus.

### Staffel 12(Delicate)
"American Horror Story: Delicate" ist die zwölfte Staffel der Serie und basiert auf dem Roman "Delicate Condition" von Danielle Valentine. Die Handlung dreht sich um Anna Alcott, eine Schauspielerin, die durch IVF versucht, schwanger zu werden. Sie erlebt zunehmend bizarre und beunruhigende Ereignisse wie Halluzinationen, Stalking und Verschwörungen. Anna glaubt, dass es einen finsteren Plan gegen ihre Schwangerschaft gibt. Die Staffel erforscht Themen wie Fruchtbarkeit, Paranoia und das Übernatürliche, während Anna den Einfluss eines dunklen Kults auf ihr Leben und ihr Umfeld entdeckt. Kim Kardashian war Teil dieser Staffel.

## Produktion
Im Februar 2011 hatte FX einen Pilotfilm für eine mögliche Serie angefordert, woraufhin Ryan Murphy gemeinsam mit Brad Falchuk ein Drehbuch schrieb, das Murphy selbst als Regisseur verfilmen wollte. Dante Di Loreto wurde schließlich als ausführender Produzent gelistet. Die Produktion der Serie begann schließlich im April 2011. Am 18. Juli 2011 bestellte FX offiziell die erste Staffel. Am 3. August 2011 wurde bekannt gegeben, dass das Autorenteam durch Tim Minear (Angel – Jäger der Finsternis, Akte X – Die unheimlichen Fälle des FBI), Jennifer Salt (Nip/Tuck – Schönheit hat ihren Preis), James Wong (Final Destination, Final Destination 3) und Jessica Sharzer Zuwachs bekam.
Im Oktober 2011 wurde die Serie um eine zweite Staffel verlängert. Deren Ausstrahlung begann in Amerika am 17. Oktober 2012 und läuft dort unter dem Titel American Horror Story: Asylum. Am 15. November 2012 gab FX die Produktion einer dreizehnteiligen dritten Staffel bekannt, die vom 9. Oktober 2013 bis zum 29. Januar 2014 ausgestrahlt wurde.
Im Oktober 2013 wurde nach vier ausgestrahlten Episoden der dritten Staffel bereits eine vierte Staffel angekündigt, deren Ausstrahlung am 8. Oktober 2014 begann. In dieser geht es unter anderem um eine Art Jahrmarkt in den 1950er Jahren. In einem Interview gegenüber Buzzfeed gab Jessica Lange bekannt, dass die vierte Staffel ihre letzte in der Serie sein wird. Im November wurde bestätigt, dass Kathy Bates und Angela Bassett in der vierten Staffel zurückkehren werden.
Aufgrund des durch die erste ausgestrahlte Episode der vierten Staffel aufgestellten Zuschauerrekords von über 6 Millionen Zuschauern bestellte FX im Oktober 2014 eine fünfte Staffel der Serie. Im Februar 2015 wurde die Popsängerin Lady Gaga in einer der Hauptrollen der fünften Staffel besetzt.
Als Schriftart für das Titellogo verwendeten die Macher die Rennie Mackintosh, die an das Original von Charles Rennie Mackintosh angelehnt ist.

## Besetzung und Synchronisation
Die deutsche Synchronisation entstand nach Dialogbüchern von Martin Keßler (Staffel 1), Tobias Neumann (Staffel 1 bis 6), Marcel Collé, Maja Condrus (Staffel 2), Tammo Kaulbarsch (Staffel 3), Karlo Hackenberger (Staffel 6 bis 8) und Christian Kähler (Staffel 7 und 8) unter der Dialogregie von Collé (Staffel 1 bis 5) und Hackenberger (Staffel 6 bis 8) durch die Synchronfirma Arena Synchron GmbH in Berlin.
Diese Übersicht zeigt lediglich welche Schauspieler in mindestens einer Staffel Teil der Hauptbesetzung gewesen sind. Für eine vollständige Übersicht, siehe die Artikel der jeweiligen Staffel oder Liste der Darsteller und Figuren aus American Horror Story.
| Schauspieler           | Charakter                 | Charakter                      | Charakter          | Charakter                   | Charakter                       | Charakter                                         | Charakter                         | Charakter                                              | Charakter        | Charakter                     | Charakter            | Charakter              | Charakter            | Synchronsprecher                                  |
| Schauspieler           | Murder House              | Asylum                         | Coven              | Freak Show                  | Hotel                           | Roanoke                                           | Cult                              | Apocalypse                                             | 1984             | Double Feature                | Double Feature       | NYC                    | Delicate             | Synchronsprecher                                  |
| Schauspieler           | Murder House              | Asylum                         | Coven              | Freak Show                  | Hotel                           | Roanoke                                           | Cult                              | Apocalypse                                             | 1984             | Red Tide                      | Death Valley         | NYC                    | Delicate             | Synchronsprecher                                  |
| ---------------------- | ------------------------- | ------------------------------ | ------------------ | --------------------------- | ------------------------------- | ------------------------------------------------- | --------------------------------- | ------------------------------------------------------ | ---------------- | ----------------------------- | -------------------- | ---------------------- | -------------------- | ------------------------------------------------- |
| Connie Britton         | Vivien Harmon             |                                |                    |                             |                                 |                                                   |                                   | Vivien Harmon                                          |                  |                               |                      |                        |                      | Melanie Pukaß                                     |
| Dylan McDermott        | Dr. Benjamin „Ben“ Harmon | Johnny Morgan                  |                    |                             |                                 |                                                   |                                   | Dr. Benjamin „Ben“ Harmon                              | Bruce            |                               |                      |                        |                      | Peter Flechtner                                   |
| Taissa Farmiga         | Violet Harmon             |                                | Zoe Benson         |                             |                                 | Sophie Green                                      |                                   | Zoe BensonViolet Harmon                                |                  |                               |                      |                        |                      | Luisa Wietzorek                                   |
| Denis O’Hare           | Larry Harvey              |                                | Spalding           | Stanley                     | Liz Taylor                      | William van HendersonDr. Elias Cunningham         |                                   |                                                        |                  | Holden Vaughn                 |                      | Henry                  | Dr. Andrew Hill      | Udo Schenk                                        |
| Jessica Lange          | Constance Langdon         | Schwester Jude / Judy Martin   | Fiona Goode        | Elsa Mars                   |                                 |                                                   |                                   | Constance Langdon                                      |                  |                               |                      |                        |                      | Karin Buchholz                                    |
| Evan Peters            | Tate Langdon              | Kit Walker                     | Kyle Spencer       | Jimmy Darling               | James Patrick March             | Edward Philipe MottRory Monahan                   | Kai Anderson                      | Mr. GallantJames Patrick MarchTate LangdonJeff Pfister |                  | Austin Sommers                |                      |                        |                      | Jan Rohrbach                                      |
| Zachary Quinto         | Chad Warwick              | Dr. Oliver Thredson            |                    |                             |                                 |                                                   |                                   |                                                        |                  |                               |                      | Sam                    | Craig                | Timmo Niesner                                     |
| Joseph Fiennes         |                           | Monsignor Timothy Howard       |                    |                             |                                 |                                                   |                                   |                                                        |                  |                               |                      |                        |                      | Frank Schaff                                      |
| Sarah Paulson          | Billie Dean Howard        | Lana Winters                   | Cordelia Goode     | Bette Tattler & Dot Tattler | Sally McKennaBillie Dean Howard | Audrey TindallShelby MillerLana Winters           | Ally Mayfair-RichardsSusan Atkins | Wilhemina VenableCordelia GoodeBillie Dean Howard      |                  | Tuberculosis Karen            | Mamie Eisenhower     |                        |                      | Ulrike Stürzbecher                                |
| Lily Rabe              | Nora Montgomery           | Schwester Mary Eunice          | Misty Day          | Schwester Mary Eunice       | Aileen Wuornos                  | Shelby Miller                                     |                                   | Misty Day                                              | Lavinia Richter  | Doris Gardener                | Amelia Earhart       |                        |                      | Cathlen Gawlich                                   |
| Lizzie Brocheré        |                           | Grace Bertrand                 |                    |                             |                                 |                                                   |                                   |                                                        |                  |                               |                      |                        |                      | Kaya Marie Möller                                 |
| James Cromwell         |                           | Dr. Arthur Arden / Hans Gruber |                    |                             |                                 |                                                   |                                   |                                                        |                  |                               |                      |                        |                      | Jochen Schröder                                   |
| Frances Conroy         | Moira O’Hara              | Shachath (Engel des Todes)     | Myrtle Snow        | Gloria Mott                 |                                 | Mama Polk                                         | Bebe Babbitt                      | Myrtle SnowMoira O’Hara                                |                  | Sarah Cunningham / Belle Noir |                      |                        |                      | Helga Sasse Katharina Lopinski (seit Staffel 3)   |
| Emma Roberts           |                           |                                | Madison Montgomery | Maggie Esmerelda            |                                 |                                                   | Serena Belinda                    | Madison Montgomery                                     | Brooke Thompson  |                               |                      |                        | Anna Victoria Alcott | Gabrielle Pietermann                              |
| Kathy Bates            |                           |                                | Delphine LaLaurie  | Ethel Darling               | Iris                            | Agnes Mary WinsteadThomasin „Die Metzgerin“ White |                                   | Miriam MeadDelphine LaLaurie                           |                  |                               |                      |                        |                      | Regina Lemnitz                                    |
| Michael Chiklis        |                           |                                |                    | Wendell „Dell“ Toledo       |                                 |                                                   |                                   |                                                        |                  |                               |                      |                        |                      | Jörg Hengstler                                    |
| Finn Wittrock          |                           |                                |                    | Dandy Mott                  | Tristan DuffyRudolph Valentino  | Jether Polk                                       |                                   |                                                        | Bobby Richter    | Harry Gardner                 |                      |                        |                      | Roman Wolko                                       |
| Angela Bassett         |                           |                                | Marie Laveau       | Desiree Dupree              | Ramona Royale                   | Monet TumusiimeLee Harris                         |                                   | Marie Laveau                                           |                  |                               |                      |                        |                      | Anke Reitzenstein                                 |
| Wes Bentley            |                           |                                |                    | Edward Mordrake             | John Lowe                       | DylanAmbrose White                                |                                   |                                                        |                  |                               |                      |                        |                      | Alexander Doering                                 |
| Matt Bomer             |                           |                                |                    | Andy                        | Donovan                         |                                                   |                                   |                                                        |                  |                               |                      |                        |                      | Simon Jäger                                       |
| Chloë Sevigny          |                           | Shelley                        |                    |                             | Dr. Alex Lowe                   |                                                   |                                   |                                                        |                  |                               |                      |                        |                      | Anna Carlsson                                     |
| Cheyenne Jackson       |                           |                                |                    |                             | Will Drake                      | Sidney Aaron James                                | Dr. Rudy Vincent                  | John Henry Moore                                       |                  |                               |                      |                        |                      | Jaron Löwenberg                                   |
| Lady Gaga              |                           |                                |                    |                             | Elizabeth Johnson               | Scáthach                                          |                                   |                                                        |                  |                               |                      |                        |                      | Jacqueline Belle                                  |
| Cuba Gooding Jr.       |                           |                                |                    |                             |                                 | Dominic BanksMatt Miller                          |                                   |                                                        |                  |                               |                      |                        |                      | Dietmar Wunder                                    |
| André Holland          |                           |                                |                    |                             |                                 | Matt Miller                                       |                                   |                                                        |                  |                               |                      |                        |                      | Marios Gavrilis                                   |
| Billie Lourd           |                           |                                |                    |                             |                                 |                                                   | Winter AndersonLinda Kasabian     | Mallory                                                | Montana Duke     | Leslie „Lark“ Feldman         |                      | Dr. Hannah Wells       | Ashley               | Lara Trautmann                                    |
| Alison Pill            |                           |                                |                    |                             |                                 |                                                   | Ivy Mayfair-Richards              |                                                        |                  |                               |                      |                        |                      | Manja Doering                                     |
| Adina Porter           | Sally Freeman             |                                |                    |                             |                                 | Lee Harris                                        | Beverly Hope                      | Dinah Stevens                                          |                  | Chief Burleson                |                      |                        |                      | Karen Schulz-Vobach (Staffel 1) Katrin Zimmermann |
| Leslie Grossman        |                           |                                |                    |                             |                                 |                                                   | Meadow WiltonPatricia Krenwinkel  | Coco St. Pierre Vanderbilt                             | Margaret Booth   | Ursula Caan                   | Calico               | Barbara Read           | Ashleigh             | Bianca Krahl                                      |
| Cody Fern              |                           |                                |                    |                             |                                 |                                                   |                                   | Michael Langdon                                        | Xavier Plympton  |                               | Valiant Thor         |                        |                      | Jeremias Koschorz                                 |
| Matthew Morrison       |                           |                                |                    |                             |                                 |                                                   |                                   |                                                        | Trevor Kirchner  |                               |                      |                        |                      | Sven Hasper                                       |
| Gus Kenworthy          |                           |                                |                    |                             |                                 |                                                   |                                   |                                                        | Chet Clancy      |                               |                      |                        |                      | Sebastian Kluckert                                |
| John Carroll Lynch     |                           |                                |                    | Twisty, der Clown           | John Wayne Gacy                 |                                                   | Twisty, der Clown                 |                                                        | Benjamin Richter |                               |                      |                        |                      | Werner Böhnke Detlef Bierstedt (Staffel 9)        |
| Angelica Ross          |                           |                                |                    |                             |                                 |                                                   |                                   |                                                        | Donna Chambers   | Die Chemikerin                | Theta                |                        |                      | Anja Stadlober                                    |
| Zach Villa             |                           |                                |                    |                             |                                 |                                                   |                                   |                                                        | Richard Ramirez  |                               |                      |                        |                      | Tim Knauer                                        |
| Macaulay Culkin        |                           |                                |                    |                             |                                 |                                                   |                                   |                                                        |                  | Mickey                        |                      |                        |                      | Tobias Nath                                       |
| Ryan Kiera Armstrong   |                           |                                |                    |                             |                                 |                                                   |                                   |                                                        |                  | Alma Gardner                  |                      |                        |                      | Xara Eich                                         |
| Neal McDonough         |                           |                                |                    |                             |                                 |                                                   |                                   |                                                        |                  |                               | Dwight D. Eisenhower |                        |                      | Matthias Klie                                     |
| Kaia Gerber            |                           |                                |                    |                             |                                 |                                                   |                                   |                                                        |                  |                               | Kendall Carr         |                        |                      | Soraya Richter                                    |
| Nico Greetham          |                           |                                |                    |                             |                                 |                                                   |                                   |                                                        |                  |                               | Cal Cambon           |                        |                      | Ricardo Richter                                   |
| Isaac Cole Powell      |                           |                                |                    |                             |                                 |                                                   |                                   |                                                        |                  |                               | Troy Lord            | Theo Graves            |                      | Tobias Diakow                                     |
| Rachel Hilson          |                           |                                |                    |                             |                                 |                                                   |                                   |                                                        |                  |                               | Jamie Howard         |                        |                      | Giovanna Winterfeldt                              |
| Rebecca Dayan          |                           |                                |                    |                             |                                 |                                                   |                                   |                                                        |                  |                               | Maria                | Alana                  |                      | Susanne Geier                                     |
| Russell Tovey          |                           |                                |                    |                             |                                 |                                                   |                                   |                                                        |                  |                               |                      | Detective Patrick Read |                      | Marcel Collé                                      |
| Joe Mantello           |                           |                                |                    |                             |                                 |                                                   |                                   |                                                        |                  |                               |                      | Gino Barelli           |                      | Bernd Vollbrecht                                  |
| Charlie Carver         |                           |                                |                    |                             |                                 |                                                   |                                   |                                                        |                  |                               |                      | Adam Carpenter         |                      | Florian Hoffmann                                  |
| Sandra Bernhard        |                           |                                |                    |                             |                                 |                                                   |                                   | Hannah                                                 |                  |                               |                      | Fran                   |                      | Sabina Trooger                                    |
| Patti LuPone           |                           |                                | Joan Ramsey        |                             |                                 |                                                   |                                   |                                                        |                  |                               |                      | Kathy Pizazz           |                      | Katarina Tomaschewsky                             |
| Kim Kardashian         |                           |                                |                    |                             |                                 |                                                   |                                   |                                                        |                  |                               |                      |                        | Siobhan Corbyn       | Rubina Nath                                       |
| Cara Delevingne        |                           |                                |                    |                             |                                 |                                                   |                                   |                                                        |                  |                               |                      |                        | Ivy                  | Maximiliane Häcke                                 |
| Matt Czuchry           |                           |                                |                    |                             |                                 |                                                   |                                   |                                                        |                  |                               |                      |                        | Dexter Harding       | Jeremias Koschorz                                 |
| Michaela Jaé Rodriguez |                           |                                |                    |                             |                                 |                                                   |                                   |                                                        |                  |                               |                      |                        | Nicolette            | Julia Kaufmann                                    |
| Annabelle Dexter-Jones |                           |                                |                    |                             |                                 |                                                   |                                   |                                                        |                  |                               |                      |                        | Sonia Shawcross      | Antje Thiele                                      |
| Julie White            |                           |                                |                    |                             |                                 |                                                   |                                   |                                                        |                  |                               |                      |                        | Ms. Io Preecher      | Judith Steinhäuser                                |
| Maaz Ali               |                           |                                |                    |                             |                                 |                                                   |                                   |                                                        |                  |                               |                      |                        | Kamal                |                                                   |

Anmerkungen:
1. ↑  Lily Rabe, André Holland und Adina Porter stellen die echten Personen dar, die in der Dokumentation My Roanoke Nightmare als Interviewpartner zu sehen sind, während andere Darsteller Schauspieler in den nachgestellten Szenen verkörpern.
2. ↑  Dylan McDermott wird in keiner der Folgen im Abspann genannt.
3. ↑  Peters verkörperte ebenfalls Andy Warhol, Jim Jones, David Koresh, Marshall Applewhite, Jesus und Charles Manson.

## Vorspann
Im Vorspann der Serie werden die in der entsprechenden Staffel auftretenden Hauptdarsteller genannt. Die Vorspänne der verschiedenen Staffeln unterscheiden sich voneinander. Visuell greifen sie stets das übergeordnete Thema der Staffel auf, ohne explizit auf Handlung und Figuren Bezug zu nehmen. So beinhaltet beispielsweise der Vorspann zur dritten Staffel, Coven, verschiedene Aspekte eines Hexensabbats, ohne sich explizit auf die Hexen in der Staffel zu beziehen. Teilweise finden sich jedoch auch Hinweise auf den weiteren Verlauf der Staffel: Der Vorspann zu Staffel 5 blendet mehrere der Zehn Gebote ein, es stellt sich jedoch erst im Verlauf der Staffel heraus, inwiefern diese bedeutsam für die Handlung sind. Auch der Fokus auf eingelegte Föten und Fotos von Kindern im Vorspann von Murder House erschließt sich dem Zuschauer erst im Verlauf der Staffel.
Die Musik im Vorspann verwendet stets dasselbe Thema, das Arrangement unterscheidet sich bei manchen Staffeln. Streichinstrumente werden nicht mit einem Bogen gespielt, sondern gezupft. Bei der Einblendung der Hauptdarsteller werden atonale Störgeräusche eingesetzt. In Staffel 4, Freak Show, wird das Thema mit Zirkusmusik übertönt. In Staffel 5 wird das Thema mit Violinmusik und stärkeren Bässen variiert. In Staffel 7 werden markante Teile der Musik von Blechbläsern intoniert, welche an US-amerikanische Marching Bands erinnern. Der Vorspann der 8. Staffel geht wieder zurück zu den Wurzeln und zu hören ist eine weniger „abgewandelte“ Titelmusik, die die der ersten und dritten Staffel ähnelt. Ebenfalls werden viele Bilder der Eröffnungssequenzen aus den Staffeln „Murder House“ und „Coven“ verwendet.
Im Intro zu Staffel 9 wird die Vorspannmusik erstmals nicht variiert, sondern durch eine von Synthesizern und Drumcomputern, wie sie mit der Musik aus den 1980er Jahren stereotypisch assoziiert werden, gespielte Version ersetzt.
In Staffel 10 sind zwei Intros zu sehen, was daran liegt, dass diese Staffel in zwei Teile geteilt wurde. In beiden Intros wird die Musik der 2. Staffel benutzt, was am markanten Störgeräusch unmittelbar vor der Einblendung des Serientitels erkennbar ist, allerdings wird die Musik von Geräuschen der gezeigten Bilder übertönt, wobei das Klackern einer Schreibmaschine in Red Tide prägnant ist. Part 1, Red Tide, zeigt vor allem chemische Vorgänge, Strandszenerien, eine Schreibmaschine und Metzger-Bilder, währenddessen Part 2, Death Valley, vollkommen in schwarz-weiß zu sehen ist und vor allem Alien-Tentakel und Embryonen zeigt.
In den Titelsequenzen zu Cult und 1984 wurde der Serienname durch das Akronym AHS ersetzt.
Eine große Ausnahme ist die sechste Staffel, wo zugunsten des Mockumentary-Stils auf einen Vorspann verzichtet wurde. Stattdessen wird lediglich der Titel auf schwarzem Hintergrund eingeblendet. Erstmals werden zudem die Darsteller und Crewmitglieder ausschließlich im Abspann aufgeführt und nicht mit Titeleinblendungen während der Episode. Hier wird die Titelmusik stattdessen im Abspann eingesetzt.

## Auszeichnungen
Jessica Lange gewann 2011 den Satellite Award, 2012 den Golden Globe Award und den Primetime Emmy Award und 2014 den Critics’ Choice Television Award und den Primetime Emmy.
Kathy Bates gewann 2014 den Primetime Emmy in der Kategorie Beste Nebendarstellerin in einer Miniserie oder einem Film für die Rolle der Delphine Lalaurie in American Horror Story Coven.
James Cromwell gewann 2013 ebenfalls einen Primetime Emmy.
Lady Gaga gewann 2016 einen Golden Globe in der Kategorie Beste Hauptdarstellerin in einer Miniserie oder TV-Film für ihre Rolle in American Horror Story Hotel.

## Rezeption
Entertainment Weekly wählte die dreizehnte Folge der zweiten Staffel, Der Wahnsinn hat ein Ende (Madness Ends), auf Platz 4 ihrer Top 10 der besten Serienfolgen des Jahres 2013.

## DVD- und Blu-ray-Veröffentlichung
Vereinigte Staaten
- Staffel 1 erschien am 25. September 2012
- Staffel 2 erschien am 8. Oktober 2013
- Staffel 3 erschien am 7. Oktober 2014
- Staffel 4 erschien am 6. Oktober 2015
- Staffel 5 erschien am 4. Oktober 2016
- Staffel 6 erschien am 3. Oktober 2017

Großbritannien
- Staffel 1 erschien am 15. Oktober 2012
- Staffel 2 erschien am 21. Oktober 2013
- Staffel 3 erschien am 20. Oktober 2014
- Staffel 4 erschien am 16. Oktober 2015
- Staffel 5 erschien am 3. Oktober 2016
- Staffel 6 erschien am 11. September 2017

Deutschland
- Staffel 1 erschien am 26. Juli 2013 auf DVD
- Staffel 2 erschien am 28. Februar 2014 auf DVD
- Staffel 1 erschien am 14. November 2014 auf Blu-ray Disc
- Staffel 2 erschien am 14. November 2014 auf Blu-ray Disc
- Staffel 3 erschien am 26. Februar 2015 auf DVD und Blu-ray Disc
- Staffel 4 erschien am 7. April 2016 auf DVD und Blu-ray Disc
- Staffel 5 erschien am 13. Oktober 2016 auf DVD und Blu-ray Disc
- Staffel 6 erschien am 28. September 2017 auf DVD und Blu-ray Disc
- Staffel 7 erschien am 27. September 2018 auf DVD und Blu-ray Disc
- Staffel 8 erschien am 26. September 2019 auf DVD und Blu-ray Disc